# 河恩珠
河 恩珠（ハ・ウンジュ、1983年9月25日 - ）は、大韓民国・ソウル特別市出身の女子バスケットボール選手。
常葉学園短期大学卒。身長202cm。ポジションはセンター。父は元バスケットボール男子韓国代表の河東基（ハ・ドンギ）、弟は韓国初のNBAプレイヤーの河昇鎮。

## 略歴
- 1998年 - 左膝を負傷し、バスケットボール選手生命を絶たれるが、桜花学園バスケットボール部の井上眞一監督の薦めでリハビリを開始。
- 1999年 - 所属していたソンイル女子中学校に対して提出した運動放棄覚により、韓国での選手生活はできなかったため、名古屋市の桜花学園に留学。
- 2001年 - 桜花学園バスケットボール部が国民体育大会・高校総体などのタイトルを総なめにし、ウインターカップ連覇に貢献。
- 2002年 - 常葉学園短期大学に進学
- 2003年 - 常葉短大卒業後、シャンソン化粧品に入社。バスケ部に所属し、Wリーグでプレーするに当たり日本国籍取得。
- 2005年2月 - シャンソンVマジックの2004-2005年シーズンWリーグ優勝に貢献。
- 2005年4月 - 日本代表に選ばれるも、故障により出場断念
- 2006年2月 - WNBAのロサンゼルス・スパークスと契約を結んだが、シャンソンとの二重登録が問題になり、5月にスパークス・シャンソンとも登録から外れてしまう。
- 2006年8月1日 韓国の新韓銀行と契約。Wリーグでの活躍が見込めなくなったため、日本国籍を棄てて韓国籍回復申請し同年12月韓国籍を回復。